# Лопушанський Юрій Романович
Юрій Романович Лопушанський (6 вересня 1990, смт Підволочиськ, Тернопільська область — 23 вересня 2022, Херсонська область) — український військовослужбовець, лейтенант 24 ОМБр Збройних сил України, учасник російсько-української війни. Лицар ордена Богдана Хмельницького III ступеня (2023, посмертно).

## Життєпис
Юрій Лопушанський 6 вересня 1990 року в смт Підволочиськ, нині Підволочиської громади Тернопільського району Тернопільської области України.
2008 року закінчив Підволочиську гімназію імені Івана Франка, Національний університет водного господарства та природокористування в місті Рівне.
Вправний майстер по металу. Працював разом з батьком; займався парашутним спортом. 
З початком повномасштабного російського вторгнення в Україну став на захист рідної землі. Був командиром кулеметного зводу 2-го стрілецького батальйону 24-ї окремої механізованої бригади. Загинув 23 вересня 2022 року на Херсонщині.
Похований 28 вересня 2022 року в родинному містечку.

## Нагороди
- орден Богдана Хмельницького III ступеня (8 листопада 2023, посмертно) — за особисту мужність, виявлену у захисті державного суверенітету та територіальної цілісності України, самовіддане виконання військового обов'язку[1].

## Вшанування пам'яті
20 грудня 2022 року на фасаді Підволочиської гімназії імені Івана Франка відкрили пам'ятну дошку Юрію Лопушанському.